# Lily Wang
Li Lily Wang é uma estatística chinesa cujos interesses de pesquisa incluem estatística não paramétrica, estatística semiparamétrica, grandes conjuntos de dados e dados de alta dimensão e estatísticas oficiais. Ela é professora associada de estatística na Universidade Estadual de Iowa.

## Educação e carreira
Wang estudou economia na Tongji University, graduando-se em 2000, e fez mestrado em matemática na Tongji University em 2003. Ela completou o doutoramento em estatística na Universidade Estadual de Michigan em 2007. A sua dissertação, Polynomial Spline Smoothing for Nonlinear Time Series, foi supervisionada por Li-Jian Yang.
Ela tornou-se docente do departamento de estatística da Universidade da Geórgia em 2007 e mudou-se para a Universidade Estadual de Iowa como professora associada em 2014. Enquanto ocupava esses cargos de docente, ela também trabalhou como pesquisadora visitante no Departamento do Censo dos Estados Unidos, Departamento de Estatística Laboral e Comissão de Valores Mobiliários (Estados Unidos).

## Reconhecimento
Wang foi nomeada Membro Eleito do Instituto Internacional de Estatística em 2008. Em 2020, ela foi nomeada Fellow do Instituto de Estatística Matemática "por contribuições para análise espacial, pesquisa, imagem e análise funcional usando métodos não paramétricos e semiparamétricos, especialmente para modelos parcialmente lineares, envelopes de confiança e suavização bivariada ”.